# 娄山关街道
娄山关街道，是中华人民共和国贵州省遵义市桐梓县下辖的一个街道办事处。
2016年4月22日，贵州省人民政府批复同意桐梓县部分乡镇行政区划调整，新设置的娄山关街道辖原娄山关镇长征社区、西流水社区、峰岩村、独石村、工农村、娄山村、杉坪村、官渡村、鞍山村、城郊村，街道办事处驻鞍山村。

## 行政区划
娄山关街道下辖以下地区：
长征社区、西流水社区、杉坪村、峰岩村、独石村、娄山村、鞍山村、官渡村、工农村和城郊村。